# Wonderful Life (singolo Black)
Wonderful Life è un singolo del cantautore britannico Black (Colin Vearncombe), pubblicato in origine nel settembre 1986 dall'etichetta indipendente Ugly Man e ripubblicato nell'1987 da A&M Records come secondo estratto dall'album omonimo Wonderful Life.

## Pubblicazione e accoglienza
La prima edizione (Ugly Man, 1986) entrò nella Official Singles Chart raggiungendo la posizione 72. La ripubblicazione su A&M, avvenuta il 14 agosto 1987, portò il brano fino all'ottavo posto nel Regno Unito. Nel Regno Unito il singolo è accreditato con la certificazione d’argento della BPI.

## Video musicale
Il video ufficiale, diretto da Gerard de Thame, è stato girato in bianco e nero lungo la costa del Merseyside (tra Southport, Wallasey e New Brighton), con inquadrature del faro di New Brighton e del lungomare; il clip ha ricevuto riconoscimenti tra cui un premio al New York Film Festival del 1988.

## Tracce
7" – Ugly Man (JACK 7.1, 1986)
1. Wonderful Life
2. Birthday Night[9]

7" – A&M (AM 402, 1987)
1. Wonderful Life – 4:49
2. Life Calls – 3:51[10]

12" – A&M (AMY 402, 1987) / CD singolo – A&M (AMCD 402, 1987)
1. Wonderful Life – 4:49
2. Life Calls – 3:51
3. Had Enough – 4:58
4. All We Need Is the Money – 4:23[11][12]

## Classifiche
| Paese (Classifica)                   | Posizione | Anno | Fonte |
| ------------------------------------ | --------- | ---- | --- |
| Regno Unito (Official Singles Chart) | 8         | 1987 | (EN) WONDERFUL LIFE {1987} – BLACK, su Official Charts Company. URL consultato il 20 agosto 2025.           |
| Regno Unito (prima edizione, 1986)   | 72        | 1986 | (EN) WONDERFUL LIFE – BLACK (1986 chart run), su Official Charts Company. URL consultato il 20 agosto 2025. |

## Compilazioni
- Inserita in Festivalbar '88 (PolyGram/Polystar).[13]